# Thymus leucospermus
Thymus leucospermus là một loài thực vật có hoa trong họ Hoa môi. Loài này được Hartvig miêu tả khoa học đầu tiên năm 1987.